# Stima dei danni
La stima dei danni è la valutazione dei danni a cose materiali.

## Concetto di danno
Il danno è l'effetto di un fatto che arreca pregiudizio a un terzo. Si tratta di un evento che può essere provocato da un comportamento illecito oppure da un episodio naturale, come ad esempio la caduta di grandine sui prodotti agricoli oppure un fulmine che colpisce un'abitazione.
Mentre nel primo caso sorge automaticamente un diritto al risarcimento a carico di chi lo ha commesso, nel secondo, trattandosi di fatto non imputabile alla responsabilità di nessuno, non è possibile essere risarciti, tranne nel caso in cui il soggetto danneggiato sia coperto da contratto assicurativo.
Ai fini pratici il danno provocato da fatto illecito dà luogo ad un risarcimento, quale mezzo per riparare ad un danno ingiusto; nelle altre situazioni si può, invece, aver diritto ad un indennizzo, quale prestazione patrimoniale per compensare il pregiudizio patito.

## Danni da atti illeciti

### In Italia
Il codice civile all'art 2043 stabilisce che qualunque fatto doloso o colposo, che cagiona ad altri un danno ingiusto, obbliga colui che ha commesso il fatto a risarcire il danno.
In sostanza il danno è l'effetto di un atto illecito, doloso o colposo, e consiste in un comportamento commissivo od omissivo, quest'ultimo ovviamente si concreta soltanto se esiste in capo a un determinato soggetto l’obbligo di fare da parte dell’ordinamento giuridico.
Il danno, come previsto dall'art. 2056 c.c. deve essere conseguenza immediata e diretta del fatto, secondo un nesso di causalità che, in base alla comune esperienza, era prevedibile avrebbe provocato quel determinato effetto.
Ai fini della individuazione dell'azione che è stata causa del danno vige la teoria della causalità materiale, prevista nel codice penale, ossia si valuta se il fatto è idoneo a provocare l'evento dannoso verificatosi, secondo il principio di causalità adeguata. Altro elemento caratterizzante è l’antigiuridicità del fatto che ha provocato il danno; non a caso l'art. 2043 parla di danno ingiusto, l'azione deve quindi essere considerata illecita dalla normativa vigente; all'antigiuridicità del fatto si deve associare la colpevolezza, che può essere dolosa o colposa. Si ha dolo quando il fatto è stato commesso con coscienza e volontà di commettere un illecito; viceversa si ha colpa quando è commesso per negligenza, imperizia e imprudenza, oppure dalla inosservanza di leggi, regolamenti, ordini o discipline.

#### Illecito contrattuale
Si ha a seguito dell'inadempienza ad un'obbligazione di carattere negoziale. 

#### Illecito aquiliano
Detto anche extracontrattuale, si verifica quando viene violato un diritto tutelato in modo assoluto, in mancanza tra le parti di un rapporto obbligatorio specifico, basandosi sul principio di diritto romano del neminem laedere, in grado di provocare un danno ingiusto, a differenza del diritto penale dove vige la tipicità dei fatti illeciti.
Ricomprende la maggior parte dei casi che si verificano nella pratica di tutti i giorni e che danno poi luogo a risarcimenti.
Ai fini della stima del danno la normativa distingue:
- Danni patrimoniali (sempre risarcibili)
- Danni non patrimoniali (risarcibili solo nei casi previsti dalla legge)

Il codice civile, all'art. 2056, stabilisce che il risarcimento dovuto al danneggiato si debba determinare secondo le disposizioni degli articoli 1223, 1226 e 1227. Scopo della norma è quello di garantire l'integrale risarcimento del soggetto danneggiato per ricostituire la situazione antecedente l'evento.

#### Danno patrimoniale
Il danno patrimoniale consiste nel pregiudizio arrecato al proprio patrimonio a causa di un fatto illecito, da valutare con riferimento ad una somma di denaro.
Può essere di due tipologie:
- danno emergente
- lucro cessante.

Nel primo caso vengono ricomprese le spese da sostenere per il ripristino della situazione ante danneggiamento, direttamente collegabili all’evento (Corrisponde alla perdita di valore del patrimonio del danneggiato)
Il lucro cessante è invece rappresentato dal mancato, o minore, introito di somme nel tempo, a causa dell'evento

## Danni assicurabili
Si tratta di una categoria di danni che non nascono da fatto illecito, in quanto l'evento che li ha provocati non rappresenta una violazione del diritto, oppure perché derivano da avversità e calamità naturali.
Questi danni possono essere ristorati con un indennizzo se il danneggiato aveva precedentemente stipulato un contratto di assicurazione (polizza) a copertura del relativo rischio.
Nel contratto assicurativo vige il principio indennitario in base al quale l'assicuratore si obbliga a risarcire il danno realmente sofferto all'assicurato, purché non vi sia stato dolo da parte di quest'ultimo, nei limiti del valore reale della cosa danneggiata, cioè l'assicurazione non può mai essere fonte di lucro: l'indennizzo non può superare il valore che aveva la cosa al momento in cui ha subito il danno.

## Stima del danno

### In Italia
Il danno rappresenta un pregiudizio economico che si risolve con una diminuzione di patrimonio e/o di produttività, causato da un fatto illecito, colposo o doloso, oppure da un sinistro. 
Nel primo caso la legge stabilisce che il responsabile del danno debba risarcire il danneggiato, essendo il suo comportamento contra jus e non iure, in assenza di una causa giustificativa. Nel caso di sinistro invece, il proprietario può essere indennizzato solo se ha stipulato un contratto con una compagnia di assicurazione.
In entrambe le situazioni il danno si traduce, in termini economici, nella diminuzione del patrimonio del danneggiato, a cui si collega il relativo risarcimento dovuto dal responsabile o l'indennizzo, se assicurato, dovuto da una compagnia assicurativa.

#### Criteri di stima
Il criterio largamente adottato è quello basato sulla c.d. Differenztheorie, la quale postula che il danno sia calcolato sulla scorta della differenza nel patrimonio del soggetto danneggiato, prima e dopo l’evento che ha causato l’effetto; definendo quindi il patrimonio non solo nella sua fisicità ma anche nella sua utilità e capacità di reddito economicamente determinabile. 
Così si è espressa la Cassazione per la quale il danno è il «pregiudizio economico che si riflette in un’effettiva diminuzione del patrimonio, diminuzione data dalla differenza tra il valore attuale del patrimonio del creditore-danneggiato ed il valore che presenterebbe, se l’obbligazione fosse stata tempestivamente ed esattamente adempiuta o il fatto dannoso non si fosse verificato» chiarendo inoltre che si debba procedere alla valutazione «non dal punto di vista giuridico, come complesso di diritti valutabili in danaro spettanti ad un soggetto, ma dal punto di vita economico, come complesso di beni o di utilità, costituendo in definitiva il danno un detrimento economico». Il danno risarcibile viene quindi ad essere identificato con la perdita economicamente valutabile subita dai valori patrimoniali, avuto riguardo della situazione ex ante ed ex post del patrimonio.
A seguito di questo orientamento il perito nella stima deve:
- garantire che sia rispettato il principio di integrale riparazione sia del danno emergente che del lucro cessante, avendo riguardo di valutare la presenza della compensatio lucri cum damno ossia della individuazione di eventuali aspetti economicamente positivi che siano conseguenza dell’evento dannoso
- Assicurare il rispetto della preesistenza; il danno, cioè, deve essere valutato avuto riguardo alle reali condizione del bene al momento dell’evento che lo ha causato.

I criteri di stima sono le regole fondamentali da utilizzare nella valutazione economica del danno, in considerazione della tipologia di bene oggetto di analisi; essi sono da considerare in stretta correlazione con il mercato che può essere definito come un luogo ideale in cui i prezzi di beni e servizi sono raggiunti esclusivamente dalla mutua interazione di venditori e acquirenti.
I criteri sono riconducibili a:
- valore di mercato
- valore di costo
- valore di surrogazione
- valore di trasformazione
- valore complementare
- valore di capitalizzazione.

Esistono poi altri criteri, codificati dai vari standard, che, però, non sono rilevanti ai fini della stima del danno patrimoniale.
La scelta del criterio di stima dipende dalla tipologia di danno analizzata e in funzione della quale il perito effettuerà la sua scelta.
Il codice civile all’art. 1223 esclude di fatto il principio dell'ordinarietà allorché stabilisce che il danneggiato debba essere risarcito della perdita subita; il danno è quindi funzione dell’interesse del danneggiato.

## Stima del danno da incendio
Nel caso di danno apparentemente coperto da un'assicurazione a favore del danneggiato, la valutazione economica del medesimo viene affidata dall'assicuratore a un perito. 
Questi deve innanzi tutto verificare che il danno rientri nella fattispecie prevista dalla polizza di assicurazione, poi deve stimarne il valore e successivamente provvedere alla determinazione dell'indennizzo, applicando le condizioni contrattuali previste dalla copertura assicurativa.
Tecnicamente l'incendio è una combustione non controllata di materiali infiammabili, provocata dalla reazione chimica di un combustibile con l'ossigeno, che genera lo sviluppo di fiamme le quali, propagandosi, dando luogo alla produzione di calore, fumo e gas.
I danni provocati possono essere diretti e indiretti; nel primo caso contempliamo quelli provocati dall'azione delle fiamme nonché dal calore, fumo e gas prodotti. Quelli indiretti sono invece determinati da esplosioni, che possono causare crolli e danni alle strutture. Altri danni indiretti, per i quali è necessaria un'assicurazione a parte, sono quelli derivanti dal "lucro cessante" causato dall'impossibilità di utilizzo del bene che ha subìto l'incendio, se questo era essenziale allo svolgimento di un'attività lucrativa lecita. 

### Compiti del perito
- Accertare l'esistenza del danno;
- Svolgere una indagine accurata sulle cause che hanno provocato l'incendio reperendo i verbali dei Vigili del fuoco;
- Individuare le modalità di evoluzione dell'incendio;
- Verificare la presenza di eventuali circostanze che abbiano favorito o aggravato l'incendio;
- Nel caso di perizia assicurativa verificare che siano state poste in atto tutte le misure possibili per tentare il salvataggio del bene e se esiste più di un'assicurazione sul bene danneggiato o coassicurazione;
- Nei limiti del possibile accertarsi della situazione del bene danneggiato nella situazione ex ante l'incendio;

- Procedere alla stima del danno, secondo la metodologia ritenuta più appropriata al caso, determinando
  - il valore del bene danneggiato al momento dell'incendio
  - l'eventuale costo di ricostruzione delle parti danneggiate e distrutte
  - il valore di eventuali materiali riutilizzabili dopo l'incendio, al netto delle spese di recupero
  - in caso di perizia assicurativa calcolare il coefficiente di assicurazione (rapporto tra valore assicurato e valore di stima del fabbricato).

### Stima danno al fabbricato oggetto di incendio
Dopo aver accertato la causa dell'evento e verificata la situazione relativa alla preesistenza, il perito può procedere alla stima del danno risarcibile e, in caso di sinistro assicurato, alla determinazione dell'indennizzo, utilizzando le condizioni di polizza sottoscritte.
Il danno è pari a: 
{\displaystyle D=(Cr\times Cv)-Mr}
dove:
Cr = Costo di ricostruzione delle opere distrutte e/o danneggiate
Cv = Coefficiente di vetusta
Mr = Materiali di recupero
In caso di sinistro assicurativo l’indennizzo sarà pari a:
{\displaystyle I=D\times k+Sp}
dove:
D = Danno stimato
K = Coefficiente di assicurazione
Sp = Spese di salvataggio sostenute dall’assicurato
La stima dei danni è comunque una delle più complesse, che richiede una forte conoscenza dei beni danneggiati e competenza in estimo. Scarsa è la bibliografia con l'eccezione di un volume edito recentemente che analizza il danno patrimoniale in tutti i settori possibili. Esistono altre pubblicazioni più specifiche, riportate in bibliografia.

## Stima del danno da acqua condotta e infiltrazioni
È il più classico dei danni provocato da fatto non illecito, prevalentemente indennizzabile a mezzo assicurazione, causato dalla dispersione dei liquidi contenuti negli impianti e nelle condutture, presenti e a servizio del fabbricato, provocando danni diretti alle murature e alle proprietà di terzi.
Non vi rientrano le infiltrazioni che non provengono dalle conduttore, come ad esempio l'acqua piovana che cadendo si infiltra nelle muratura a causa di un manto di copertura sconnesso
I danni da acqua condotta e da infiltrazioni sono provocati dall’effetto dell'acqua e di altri liquidi che si disperdono nelle murature provocando effetti non desiderati.